# José Francisco Velásquez (El Viejo)
José Francisco Velásquez Rojas (1755, Caracas, Venezuela - 1805,  Caracas, Venezuela) fue un fecundo compositor venezolano de la época colonial, integrante del Batallón de Pardos de Aragua. Se le denomina hoy "el Viejo" para distinguirlo de su hijo compositor homónimo José Francisco Velásquez (El Joven). 
Entre sus obras se citan una Misa en Re Mayor a dos voces, cuerdas y bajo coninuo (1781), una Tercera Lección de Difuntos y un Pange Lingua y Tantum Ergo, estos últimos escritos en aparente colaboración con Juan José Landaeta, en 1798.
- Datos: Q5413001